# Pares normals
Pares normals és una comèdia musical catalana original de Marc Artigau, Els Amics de les Arts i Minoria Absoluta dirigida per Sergi Belbel que s'estrenà el novembre de 2022 al Teatre Poliorama de Barcelona.
És un musical que parla de la vida i la mort, del fet de ser pare o mare, fill o filla, de l’amor, del fracàs i de les motxilles que tothom arrossega, amb moments per al riure, per a l’emoció i pel plor i per aprendre a estimar millor els que tenim al voltant.

## Argument
L’Aran ha desitjat tota la seva vida tenir uns pares normals. No hi ha res més allunyat d’ell i de la seva manera d’entendre el món que els seus pares i està convençut que ha arribat el moment de començar una nova vida lluny de casa. Però el dia que es carrega de valor per explicar que marxa per sempre, un accident inesperat trenca tots els seus plans. Obligat a replantejar-se qui és, a qui estima de debò i quines són les coses realment importants, iniciarà un viatge que el portarà més lluny del que mai s’hauria imaginat.

## Repartiment
- Enric Cambray
- Júlia Bonjoch
- Albert Pérez
- Annabel Totusaus
- Lucía Torres
- Bernat Cot
- Víctor Gómez
- Anna Herebia

## Equip artístic
- Els Amics de les Arts: Autoria i direcció musical.
- Marc Artigau: Autoria.
- Sergi Belbel: Direcció escènica.
- Marta Tomasa: Coreografia.